# Station Otsu
Station Ōtsu  (大津駅,  Ōtsu-eki) is een spoorwegstation in de Japanse stad Ōtsu. Het wordt aangedaan door de Biwako-lijn. Het station heeft vier sporen, gelegen aan twee eilandperrons.

## Treindienst

### JR West
| 1,2 | ■ Biwako-lijn | richting Kusatsu, Maibara en Nagahama |
| 3,4 | ■ Biwako-lijn | richting Kioto en Ōsaka               |

## Geschiedenis
Het station van JR werd in 1921 geopend. De naam Ōtsu werd echter al tweemaal eerder aan een station gegeven: in 1880 aan het huidige station Hamaōtsu en in 1913 aan het huidige station Zeze. In 1975 werd er een nieuw station gebouwd. 

## Overig openbaar vervoer
Bussen van Keihan, de Ōmi Spoorwegmaatschappij en JR West.

## Stationsomgeving
Vanwege de nabijheid van het Biwameer bevinden zich rondom het station enkele hotels en bijbehorende faciliteiten. 
- Prefecturaal kantoor van Shiga
- Universiteit van Shiga, Ōtsu-campus
- Tenson-schrijn
- Kansai Urban Bank
- Shiga Bank
- Al Plaza (supermarket)
  - McDonald's
- Heiwadō (supermarkt)
- Lawson
- Autoweg 1
- Teramachi-dōri (winkelstraat)
- Super Hotel Ōtsu Ekimae